# فرناندو پیلار
فرناندو پیلار (به پرتغالی: Fernando Gleber Matias da Silva) هافبک اهل برزیل است که در شهر پارائیبا و در تاریخ ۲ فوریهٔ ۱۹۷۹ به دنیا آمده‌است.
فرناندو پیلار در تیم‌های فوتبال واسکو دوگاما سابقهٔ حضور دارد.